# Патріс Гаранд
Патріс Гаранд (фр. Patrice Garande, нар. 27 листопада 1960, Уллен) — французький футболіст, що грав на позиції нападника. Відомий за виступами в низці французьких клубів, зокрема за «Осер» та «Сент-Етьєн», а також олімпійську та національну збірну Франції. У складі олімпійської збірної& став олімпійським чемпіоном. По завершенні ігрової кар'єри — тренер, найбільш тривалий час працював з клубом «Кан».

## Клубна кар'єра
Патріс Гаранд народився 27 листопада 1960 року в місті Уллен. Розпочав займатися футболом у юнацькій команді клубу «КАСКОЛ Уллен», пізніше перейшов до школи клубу «Сент-Етьєн». У дорослому футболі дебютував 1977 року виступами за команду «Сент-Етьєн», проте в її складі не закріпився, зігравши за 2 роки лише у 3 матчах чемпіонату. У 1979 році футболіст перейшов до швейцарського клубу «Шенуа», де зумів стати гравцем основного складу, та одним із головних бомбардирів команди, відзначившись за сезон 9 забитими голами в 24 проведених матчах. У 1980 році повернувся до Франції в клуб «Орлеан», де також відзначався результативністю, та забив 20 голів у 33 проведених матчах чемпіонату за клуб.
Своєю грою та неабиякою результативністю Патріс Гаранд привернув увагу представників тренерського штабу клубу «Осер», і в 1981 році нападник став гравцем команди з Осера. У складі бургундського клубу Гаранд продовжував відзначатися високою результативністю, у сезоні 1983—1984 років він з 21 забитим м'ячем став кращим бомбардиром |чемпіонату Франції у найвищому дивізіоні, а загалом за 5 років виступів у складі «Осера» відзначився 58 забитими м'ячами в 151 проведеному матчі.
У 1986 році Гаранд став гравцем клубу «Нант», у якому він не зумів зберегти високу результативність, у 21 матчі відзначившись лише 4 забитими м'ячами. У 1987 році футболіст вдруге за кар'єру став гравцем клубу «Сент-Етьєн», де цього разу зумів стати гравцем основного складу та одним із кращих бомбардирів, відзначившись 26 забитими м'ячами в 72 проведених матчах. Надалі футболіст грав у клубах «Ланс», «Монпельє», «Гавр» та «Сошо», проте в цих командах високою результативністю не відзначився. Лише в команді другого дивізіону «Бурж» у сезоні 1993—1994 років він відновив попередню результативність, відзначившись 10 забитими м'ячами в 22 проведених матчах. Завершив ігрову кар'єру Гаранд у команді «Орлеан», у складі якої грав з 1994 до 1995 року.

## Виступи за збірні
З 1983 по 1988 рік Патріс Гаранд захищав кольори олімпійської збірної Франції. У складі цієї команди провів 7 матчів, забив 1 гол, та став у її складі чемпіоном Олімпійських ігор 1984 року у Лос-Анджелесі. У 1988 році Гаранд зіграв свій єдиний матч у складі національної збірної Франції.

## Кар'єра тренера
Патріс Гаранд розпочав тренерську кар'єру відразу ж по завершенні кар'єри гравця в 1995 році, увійшовши до тренерського штабу клубу «Кан», де працював до 1998 року. У 1998—2004 роках колишній футболіст був головним тренером клубу «Шербур». У 2005 році Гаранд знову повернувся до роботи асистентом головного тренера клубу «Кан», на цій посаді працював до 2012 року, після чого став уже головним тренером клубу. Патріс Гаранд очолював клуб «Кан» до 2018 року.
У 2020 році Гаранд став головним тренером команди «Тулуза», тренував команду з Тулузи до 2021 року, після чого перейшов на роботу головним тренером клубу «Діжон», у якому працював з 2021 по 2022 рік.

## Титули і досягнення

### Командні
- Олімпійський чемпіон (1): 1984

### Особисті
- Найкращий бомбардир чемпіонату Франції (1):

1983–1984 (21 гол)